# Fuchsina
Fuchsina is een geslacht van kevers uit de familie schimmelkevers (Latridiidae).

## Soorten
- F. arida Andrews, 1976
- F. occulta Fall, 1899